# FTM-350
FTM-350は、バーテックススタンダード（現八重洲無線）が製造したアマチュア無線用無線機である。

## 概要
モービル機と呼ばれる車載用トランシーバーで、144MHz帯と430MHz帯の二周波数帯（デュアルバンド）でのFM波の送信及び500kHzから999.99MHzの間（一部除く）のFM波とAM波の受信をすることができる。
空中線電力は三段階に切替可能である。
当初は、50W/20W/5WのFTM-350Hと20W /10W/1WのFTM-350の二機種、後に一部機能を改良したFTM-350AHとFTM-350Aの二機種が発売された。

## 沿革
- 2009年（平成21年）
  - 9月28日 - 日本アマチュア無線振興協会(JARD)によるFTM-350H、FTM-350の工事設計認証（バーテックススタンダード製造 工事設計認証番号002KN556、002KN557）[1]
- 2010年（平成22年）
  - 10月13日 - JARDによるFTM-350AH、FTM-350Aの工事設計認証（バーテックススタンダード製造 工事設計認証番号002KN585、002KN586）[1]